# Ceropegia thailandica
Ceropegia thailandica är en oleanderväxtart som beskrevs av Meve. Ceropegia thailandica ingår i släktet Ceropegia och familjen oleanderväxter. Inga underarter finns listade i Catalogue of Life.